# Румас, Сергей Николаевич
Серге́й Никола́евич Ру́мас (бел. Сяргей Мікалаевіч Румас; род. 1 декабря 1969, Гомель, БССР, СССР) — белорусский государственный деятель. Премьер-министр Беларуси (18 августа 2018 — 3 июня 2020). Кандидат экономических наук.

## Биография
Родился в Гомеле. Отец — Николай Филиппович Румас — известный экономист, в первой половине 1990-х годов был заместителем министра финансов. Мать — Ольга Леонтьевна Румас. В 1970-е годы семья переехала в Минск, где Сергей учился в школе № 44. Проходил военную службу на Дальнем Востоке. В 1990 году окончил Ярославское высшее военное финансовое училище имени А. В. Хрулёва по специальности «финансовое обеспечение войск», в 1995 году — Академию управления при Кабинете министров Республики Беларусь по специальности «организация и управление внешнеэкономической деятельностью». В 2001 году успешно защитил диссертацию на соискание учёной степени кандидата экономических наук, тема диссертации — «Пути оптимизации структуры ресурсов коммерческого банка».
С 1992 по 1994 годы руководил различными отделами Национального банка Республики Беларусь — учётно-операционным, кредитным, экономическим. Некоторое время работал в коммерческих банках, в 1995 году возглавил филиал № 7 (514) АСБ Беларусбанк, вскоре стал первым заместителем председателя правления банка. В 2005 году был назначен председателем правления Белагропромбанка.
28 декабря 2010 года назначен заместителем премьер-министра Республики Беларусь (вице-премьером), курировал экономическую политику. До, во время и после финансового кризиса 2011 года неоднократно выступал с предложениями, нацеленными на развитие рыночных отношений, но они не всегда реализовывались на практике. Активно полемизировал с Сергеем Ткачёвым, помощником Александра Лукашенко по экономическим вопросам. В этот период критиковал деятельность Национального банка. Осенью 2011 года под руководством Румаса был составлен проект структурных экономических реформ, который раскритиковал Александр Лукашенко. По его словам, «Скоро мы будем действительно ходить в магазины, как в музеи. Мы то не будем, но большая часть населения будет туда приходить, чтобы посмотреть на рыночную экономику Мясниковича-Румаса».
31 июля 2012 года назначен председателем правления Банка развития Республики Беларусь. Комментируя это назначение, Александр Лукашенко назвал переход Румаса «колоссальной потерей для правительства». 25 апреля 2013 года Румас как председатель правления Банка развития стал представителем Республики Беларусь в совете Евразийской экономической комиссии и был наделён полномочиями вице-премьера по вопросам деятельности Республики Беларусь в рамках основных интеграционных объединений. Под его руководством Банк развития занимался инвестициями в отечественную промышленность и инфраструктуру, привлечением иностранных кредитов, поддержкой экспорта и предпринимательства. В 2013 году участвовал в разрешении конфликта между Беларуськалием и Уралкалием. Является членом консультативных советов: в 2012 году Александр Лукашенко ввёл Румаса в состав совета по развитию экспорта, в 2017 году — в совет по развитию предпринимательства.
В 2011 году стал председателем Белорусской федерации футбола. Во время работы выступал в финансово-экономических журналах с рядом статей, в 2016 году опубликовал монографию «Банки развития: новая роль в XXI веке» совместно с М. М. Ковалёвым.
В 2014 году Национальный банк Республики Беларусь наградил Румаса нагрудным знаком «Почётный работник банковской системы Беларуси». В 2015 году посол Российской Федерации в Республике Беларусь Александр Суриков наградил Румаса орденом Дружбы за активное участие в подготовке Договора о Евразийском экономическом союзе.
18 августа 2018 года назначен новым премьер-министром Республики Беларусь, сменив Андрея Кобякова. При этом в президентском указе содержится пункт о необходимости последующего утверждения Румаса в Палате представителей, хотя Конституция, наоборот, требует сначала утвердить кандидатуру в парламенте, после чего президент может назначить премьер-министра. 5 октября 2018 года утверждён Палатой представителей в должности.
3 июня 2020 года правительство Румаса было отправлено в отставку. С января 2021 года находится в Лондоне.
19 февраля 2023 года, из-за вторжения России на Украину, внесён в санкционный список Украины.

## Взгляды
Выступал за более активную приватизацию государственных предприятий и за привлечение иностранных инвестиций в бо́льших объёмах. Высказывался против льготного кредитования убыточных отраслей экономики. Называл чиновников важнейшим препятствием на пути привлечения иностранных инвестиций. В 2016 году поддержал повышение пенсионного возраста. В 2017 году, комментируя распространение криптовалют, согласился с удобством платежей ими, но сравнил их инвестиционный потенциал с финансовыми пирамидами. В 2019 году одним из первых чиновников озвучил проблему неэффективного госсектора как ключевую в экономике страны и заявил о необходимости прекращении системной господдержки проблемных государственных предприятий.

## Личная жизнь
Женат, четверо сыновей. С женой знаком с детства (учились в одной школе).
Увлекается охотой, рыбалкой, футболом.

## Награды
- Орден Дружбы (19 декабря 2014 года, Россия) — за активное участие в подготовке Договора о Евразийском экономическом союзе[36].
- Орден «Курмет» (8 сентября 2015 года, Казахстан)[37].
- Медаль «За вклад в создание Евразийского экономического союза» I степени (8 мая 2015 года)[38].
- Почётная грамота Совета Министров Республики Беларусь (31 июля 2012 года) — за многолетнюю плодотворную работу, значительный личный вклад в социально-экономическое развитие Республики Беларусь[39].

## Публикации
- Банки развития: новая роль в XXI веке: монография / М. М. Ковалёв, С. Н. Румас. — Минск : Издательский центр БГУ, 2016. — 151 с.